# Lin Liangming
Lin Liangming (en xinès: 林良铭) (Shantou, Xina; 4 de juny de 1997) és un futbolista xinès. Juga d'extrem i el seu equip actual és el Reial Madrid Castella de la Segona Divisió B d'Espanya.

## Clubs
| Club                    | País            | Any         |
| ----------------------- | --------------- | ----------- |
| Guangzhou R&F Reserves  | R.P. de la Xina | 2014 - 2015 |
| Real Madrid Juvenil "A" | Espanya         | 2015 - 2016 |
| Reial Madrid Castella   | Espanya         | 2016 -      |